# Myrella Victória
Myrella Victória (Maricá, 27 de abril de 2006) é uma atriz brasileira. Ficou conhecida ao interpretar Lila no elenco principal da novela A Terra Prometida, da RecordTV.

## Filmografia

### Televisão
| Ano  | Título                 | Personagem         | Nota                       |
| ---- | ---------------------- | ------------------ | -------------------------- |
| 2012 | Cheias de Charme       | Fã das Empreguetes | Episódio: "20 de setembro" |
| 2013 | Tem Criança na Cozinha | Ela mesma          |                            |
| 2013 | Dona Xepa              | Duda               | Episódio: "18 de agosto"   |
| 2014 | Livros Animados        | Myrella            |                            |
| 2015 | O Grande Gonzalez      | Jocasta            | [ 3 ]                      |
| 2016 | A Terra Prometida      | Lila               |                            |
| 2017 | Rock Story             | Fã do Léo Régis    | Episódio: "5 de junho"     |
| 2018 | Jesus                  | Talita             |                            |
| 2019 | Topíssima              | Jade               | [ 4 ]                      |

### Cinema
| Ano  | Título             | Personagem |
| ---- | ------------------ | ---------- |
| 2015 | Contrato Vitalício | Alice      |

## Prêmios e indicações
| Ano  | Prêmio                | Categoria          | Indicação | Resultado | Ref.  |
| ---- | --------------------- | ------------------ | --------- | --------- | ----- |
| 2019 | Prêmio Notícias de TV | Melhor Atriz Mirim | Topíssima | Venceu    | [ 5 ] |